# Prêmio Dr. Paul Janssen de Pesquisa Biomédica
O Prêmio Dr. Paul Janssen de Pesquisa Biomédica (em inglês:  Dr. Paul Janssen Award for Biomedical Research) é um prêmio de pesquisa em biomedicina, concedido desde 2006 a pesquisadores por contribuições significativas para o aprimoramento da saúde humana, dotado com 100.000 US-Dollar.

## Recipientes
- 2006: Craig Mello
- 2008: Marc Feldmann e Ravinder Nath Maini
- 2009: Axel Ullrich
- 2010: Erik De Clercq e Anthony Fauci
- 2011: Napoleone Ferrara
- 2012: Victor Ambros e Gary Ruvkun
- 2013: David Julius
- 2014: Jennifer Doudna e Emmanuelle Charpentier
- 2015: Bert Vogelstein
- 2016: Yoshinori Ohsumi